# Арагон-и-Сотомайор, Альфонсо де
Альфонсо де Арагон-и-Сотомайор (ок. 1479 — 19 августа 1513, Вальядолид), испанский дворянин, 2-й герцог де Вильяэрмоса и 2-й граф де Кортес (1485—1513), сеньор баронства Аренос, баронства Валь-де-Артана, города Онда и Мельяна, рыцарь Ордена Сантьяго и комендадор Паракуэльос в провинции Кастилия.

## Биография
Он родился около 1479 года в семье Альфонсо де Арагон-и-Эскобар (1417—1485), 1-го герцога Вильяэрмосы (1475—1485) и графа Рибагорсы (1469—1485), и его жены Леонор де Сотомайор-и-Португал. 19 декабря 1481 года он получил герцогство Вильяэрмоса от своего отца в качестве пожертвования при жизни на случай смерти его старшего брата Фернандо. В 1485 году после смерти своего отца Альфонсо унаследовал герцогство Вильяэрмоса под опекой своей матери. 26 июня 1486 года он появляется, подтверждая привилегию, данную католическими монархами в Трухильо и, шесть лет спустя, капитуляцию Гранады, где он подписался как Альфон де Арагон, герцог Вильяэрмоса, племянник короля.
В эти годы ему пришлось столкнуться с попытками короля Арагона Фердинанда Католика продать герцогство Вильяэрмоса кредиторам герцогского дома, чего в конечном итоге не произошло. Указом от 21 июня 1491 года Альфонсо смог сохранить владения герцогства и после упорных судебных процессов добиться окончательного решения в свою пользу, вынесенного генерал-лейтенантом Валенсии 30 апреля 1498 года. 15 октября того же года монарх предоставил ему все права, которые могли принадлежать ему, над герцогством Вильяэрмоса в обмен на 20 000 зарплат, выплаченных Хуану Вальтьерре. В 1500 году губернатор Валенсии приказал отдать герцогу новое владение, хотя окончательное соглашение с кредиторами было заключено только в 1510 году. 15 ноября того же года за 400 000 валенсийских дукатов герцог купил Жофра-де-Тоуса у его жены Виоланте де Вильярнау баронство Валь-де-Артана с его местами Раваль, Бениферриол, Мескита, Бенита и Дантеу, а позже получил от короля виллу Онда.
В 1506 году Альфонсо де Арагон сопровождал короля Фердинанда в его путешествии в Неаполь, а в 1512 году вместе с герцогом Нахера помогал в освобождении Памплоны, осажденной наваррским претендентом Жаном де Альбре. Хотя он почти отправился с Великим Капитаном в его экспедиции в Италию, монарх устроил так, чтобы он остался на полуострове для участия в Наваррской войне. В 1512 году он снова появился там в качестве генерал-капитана арагонских войск, так как они не хотели, чтобы их возглавлял кастильский генерал: «Сначала считалось само собой разумеющимся, что их вез дон Алонсо де Арагон, герцог Вильяэрмоса, выходец из королевского дома, так как королевство считало огорченным, что они подчиняются кастильскому генерал-капитану, и не хотели подчиняться герцогу Наксеры».
Он умер в Вальядолиде 19 августа 1513 года в возрасте 32 лет. Из-за отсутствия у него законных наследников мужского пола, герцогский титул унаследовал его племянник, Фердинандо Сансеверино де Арагон, принц де Салерно (1507—1568), сын его сестры Марины де Арагон и Сотомайор (1485—1513).
Альфонсо де Арагон не был женат, у него была одна внебрачная дочь от связи с дамой королевы Неаполитанской, Леонор де Арагон, ставшая женой Эрнандо Хименеса де Урреа.